# Mompha africanella
Mompha africanella är en fjärilsart som beskrevs av Emilio Turati 1930. Mompha africanella ingår i släktet Mompha och familjen brokmalar, Momphidae. Inga underarter finns listade i Catalogue of Life.